# Eduardo Kery Métivier
Eduardo Kery Métivier (La Romana, 11 de agosto de 1975) es un político, mercadólogo y abogado dominicano. Es el actual alcalde de La Romana. 

## Primeros años y educación

### Primeros años
Eduardo Kery Métivier nació el 11 de agosto de 1975 en La Romana, República Dominicana en el seno de una familia originaria de la provincia de Samaná.
Es hijo del comerciante Pedro Kery Green (nacido en 1952 en Samaná, hijo de los agricultores samanenses Eduardo Kery y Ercilia Green Smith) y de la señora Mercedes Métivier Medina (nacida en 1954 en Samaná, hija de los agricultores samanenses Armando Métivier King y Carmela Medina Salomon).

### Educación
Kery Métivier estudió Mercadotecnia en la Universidad O&M y Derecho en Unicaribe. 

## Matrimonio y familia
Kery Métivier ha contraído nupcias en dos ocasiones. Su primer matrimonio fue con Cruz Celeste Kiaty Rodríguez y su segundo matrimonio fue con Raysa González Beato.

## Vida profesional
En su juventud Kery fue empleado de hotelería.
En 2020 fue elegido director municipal del distrito municipal de Caleta, por el Partido Revolucionario Dominicano (PRD). En 2021, abandonó el PRD y pasó a ser miembro del oficialista Partido Revolucionario Moderno.
En 2024 fue elegido alcalde del municipio de La Romana, por el Partido Revolucionario Moderno.